# Beit Surik

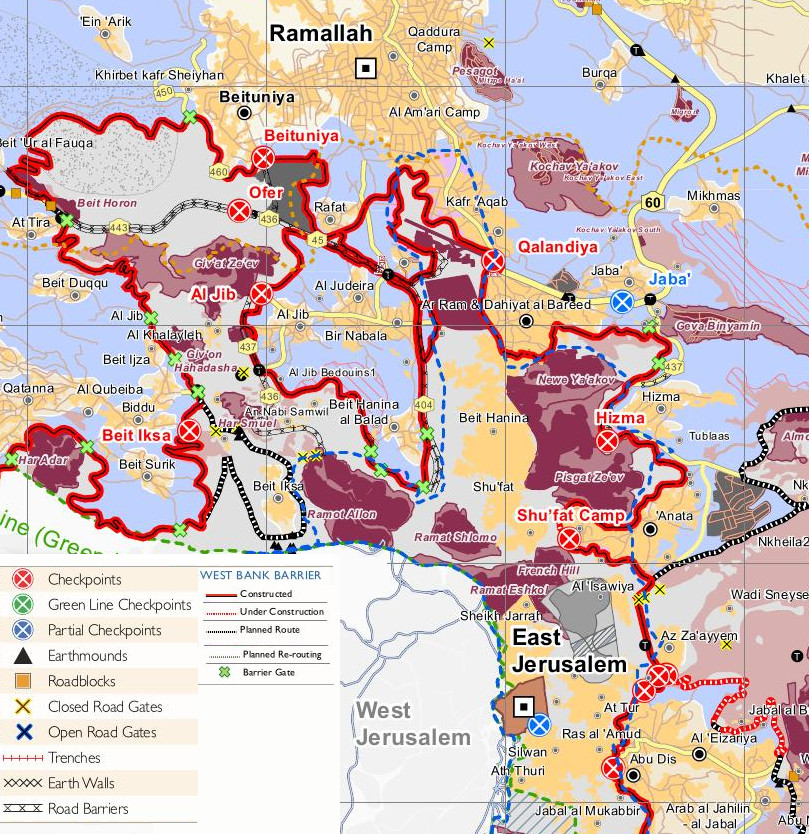
Mapa del enclave de Biddu al noroeste de Jerusalén, con la barrera de separación en rojo.

Beit Surik, también transcrito como Bayt Surik, (en árabe: بيت سوريك‎) es un municipio palestino de la gobernación de Jerusalén, Cisjordania. Está situado a 12 km al noroeste de Jerusalén, a una altitud de 830 metros. Según la Oficina Central de Estadísticas de Palestina, tenía 4025 habitantes en 2017.
Beit Surik es parte del «Enclave de Biddu», al que pertenecen los pueblos palestinos de Biddu, Beit Ijza, Al-Qubeiba, Qatanna, Beit Duqqu, Beit ‘Anan y Kharayib Umm al Lahim. El enclave está rodeado al sur, este y oeste por la barrera de separación israelí que impide el acceso a buena parte de sus tierras de cultivo y dificulta su conexión con el resto de Cisjordania.

## Historia

### Época de las Cruzadas
La aldea era conocida como Beit Surie en la época de las Cruzadas. Fue una de las 21 aldeas que el rey Godofredo de Bouillón concedió como feudo a los canónigos del Santo Sepulcro. Fuentes cruzadas de los años 1152 y posteriores también mencionan la aldea. En 1169, parece que ya se habían establecido allí colonos «latinos» (es decir, cristianos). Dado que en las fuentes cruzadas sobre Beit Surik también aparecen nombres árabes típicos, se ha sugerido que los cruzados se establecieron en un pueblo musulmán.

### Período otomano
La aldea fue incorporada al Imperio otomano en 1517 junto con toda Palestina, y en 1596 aparecía en los registros fiscales como situada en la nahia de Jerusalén, en el sanjacado o mutasarrifato de Jerusalén. Tenía una población de 21 hogares, todos musulmanes. Los habitantes del pueblo pagaban un impuesto fijo de 33,3 % sobre el trigo, la cebada, los olivos, los viñedos, los árboles frutales, el jarabe de uva, la melaza y las cabras o colmenas, lo que ascendía a un total de 2000 akçe.
Un censo oficial otomano de poblados de alrededor de 1870 indicaba que «Bet Surik» tenía un total de 32 casas y una población de 125 habitantes, aunque el recuento de la población solo incluía a los hombres.
En 1883, el PEF Survey of Palestine del Fondo para la Exploración de Palestina describía Beit Surik como «un pequeño pueblo de piedra en la cima de una colina. Al este, en un valle llano, hay un manantial con limoneros y otros árboles. El lugar parece antiguo, ya que hay tumbas excavadas en la roca cerca del manantial».
En 1896, la población de «Bet Surik» se estimaba en unas 264 personas.
A principios del siglo XX, unos residentes de Beit Surik se establecieron en la aldea abandonada de Beit Shanna, cerca de al-Ramla, y la convirtieron en una dependencia —o aldea satélite— de su pueblo.

### Mandato británico de Palestina
En el censo de Palestina de 1922 realizado por las autoridades del Mandato Británico, Bait Suriq tenía una población total de 352 habitantes, todos ellos musulmanes, que aumentó en el censo de 1931 a 432 musulmanes, con 87 viviendas.
En las estadísticas de 1945, la población era de 480 musulmanes, mientras que la superficie total era de 6879 dunams, según un censo oficial. De esta superficie, 581 dunams se destinaban a plantaciones y tierras de regadío, 1827 a cereales, mientras que 33 dunams se clasificaban como zonas urbanizadas.

#### Guerra civil durante el Mandato de Palestina
A finales de marzo de 1948, durante la guerra palestino-sionista que marcó el fin del Mandato británico en Palestina, muchas mujeres y niños fueron trasladados de Al-Qastal a Beit Surik.  El 15 de abril de 1948, el cuartel general de la Operación Najshón emitió una serie de órdenes específicas: se ordenó al batallón 2 «atacar con el objetivo de aniquilar, destruir e incendiar [litkof bimegamat hashmada veheres vehatzata]» el pueblo de Beit Suriq.
La noche del 19 de abril de 1948, la aldea fue atacada por el Palmaj. La fuerza atacante estaba comandada por Yosef Tabenkin, con base en Jerusalén. Más tarde se convertirían en la Brigada Harel del ejército israelí. La aldea fue rodeada por cinco compañías, con emboscadas preparadas en las carreteras hacia Ramala, Nabi Samuel y Biddu. Un grupo formado por vehículos blindados, un mortero Davidka, reservas y el cuartel general de la operación se acercó desde Jerusalén. La compañía que se acercaba desde Al-Qastal se encontró con un grupo de unos 30 hombres armados que salían de Beit Surik en dirección este, pero no entró en combate con ellos. Se lanzó una breve descarga de morteros sobre el pueblo desde el este. Cuando uno de los grupos de la emboscada fue atacado, contraatacó y tomó el edificio de la escuela. El pueblo fue tomado poco después, y los atacantes solo se encontraron con escasos disparos de rifle. Tres pelotones atravesaron el pueblo despejando las posiciones enemigas, mientras que un destacamento de zapadores comenzó a demoler edificios. Parte de la brigada continuó luego para capturar Biddu antes del amanecer. Dejaron Beit Surik destruida en su mayor parte o parcialmente. Antes de retirarse de Beit Surik, una unidad especial contaminó los pozos del pueblo con un agente de guerra biológica compuesto por bacterias del tifus y la difteria, con el fin de impedir que los habitantes del pueblo intentaran regresar a sus hogares.

### Ocupación jordana
A raíz de la guerra árabe-israelí de 1948, y tras los acuerdos de armisticio de 1949, Beit Surik quedó bajo dominio jordano.
El censo jordano de 1961 registró 954 habitantes en Beit Surik.

### Ocupación israelí
Desde la guerra de los Seis Días en 1967, Beit Surik está bajo ocupación israelí.
En 1986 se construyeron los asentamientos israelís de Har Adar y Mevaséret Sion. Para este fin, el gobierno israelí confiscó respectivamente 456 y 149 dunams de tierra de Beit Surik.
Tras los acuerdos de Oslo de 1995, 10,3 % de las tierras del pueblo se clasificaron como Área B, bajo administración conjunta israel-palestina, y que corresponden a las áreas urbanizadas del municipio. El 89,7 % restante se clasificó como Área C, bajo administración civil y militar exclusiva de Israel, y corresponde en su mayoría a las tierras de cultivo de Beit Surik, con acceso limitado y bajo control israelí.
En 2003 Israel empezó a levantar la barrera de segregación que la separa de Cisjordania sobre tierras de Beit Surik. Su proximidad al pueblo y su distancia de la Línea Verde de 1949 convirtió al área en parte de la llamada «Zona de costuras» (Seam Zone) que hizo que los propietarios agrícolas de Biddu, Beit Ijza y Beit Surik perdieron acceso directo a 31-38 % de sus tierras.
En la mañana del 26 de septiembre de 2017, un hombre armado palestino de Beit Surik abrió fuego y disparó contra guardias de seguridad israelíes en un puesto de control en Har Adar, matando a tres e hiriendo a uno, mientras hacía cola para entrar en el asentamiento israelí. El asaltante palestino, de 37 años y padre de cuatro hijos, había obtenido un permiso de trabajo y no tenía antecedentes de seguridad. Las fuerzas de seguridad israelíes bloquearon todos los accesos a Beit Surik y a la vecina aldea de Beit Iksa, y Yoav Galan, ministro de Vivienda israelí, amenazó con deportar a toda la familia del ataquante a Siria. Detuvieron a sus dos hermanos, cancelaron los permisos de trabajo de toda la familia en Israel y demolieron la casa. Las fuerzas armadas aplicaron medidas punitivas contra los residentes de nueve aldeas de la zona, afectando un total de 40.000 personas. En Beit Surik, saquearon varios edificios, demolieron cinco casas, prohibieron quince obras en curso, y confiscaron treinta coches.
El incidente se enmarca en una oleada de ataques palestinos contra israelíes que se inició en octubre de 2015 y en la que desde entonces hasta finales de septiembre de 2017 murieron 271 palestinos y 50 israelíes.

## Servicios públicos
Desde 1996, un consejo municipal gobierna el pueblo. Se compone de nueve miembros nombrados por la Autoridad Nacional Palestina, además de nueve empleados permanentes.
Beit Surik cuenta con dos escuelas públicas gestionadas por el ministerio de Educación palestino, una de educación primaria y otra de educación secundaria, ambas para chicos. La UNRWA gestiona una escuela primaria para chicas. Existe un jardín infantil de titularidad privada. Ante la falta de acceso a la educación secundaria, los jóvenes acuden a institutos de los pueblos vecinos de Biddu o Beit Ijza.
La UNRWA es la que proporciona servicios de salud públicos que consisten en una clínica médica, una clínica dental y un laboratorio médico. En casos de emergencia o en ausencia de los servicios requeridos, los pacientes son enviados a los centros médicos de las localidades vecinas, como Biddu, o a los hospitales de Ramala y Al Bireh a 18 km de distancia.